# Straßenerhaltungsfachmann
Straßenerhaltungsfachmann ist ein anerkannter Lehrberuf in Österreich. 

## Berufsbild
Straßenerhaltungsfachleute erheben Straßenschäden, die durch Witterungseinflüsse wie Hitze und Kälte, aber auch durch die ständige Nutzung entstehen. Sie sanieren in Folge den Straßenunterbau und die Straßendecke. Begleitend stellen sie Entwässerungsanlagen her, bringen Straßenmarkierungen an, erneuern Anstriche und Verkehrszeichen, begrünen Böschungen und pflegen Sträucher und Bäume und sind auch bei Schneeräumungen tätig. Straßenerhaltungsfachleute arbeiten zumeist in Teams, im Schichtbetrieb und bei jeder Witterung. Bei Arbeit in der öffentlichen Straßenverwaltung (Straßenmeisterei) kontrollieren sie weiters die Sicherheit der Verkehrsflächen und stehen in engem Kontakt mit Behörden und Einsatzorganisationen. 
Die Lehrzeit beträgt drei Jahre. Lehrlinge werden im dualen System meist von Straßenbau- bzw. Straßenerhaltungsfirmen und der öffentlichen Straßenverwaltung ausgebildet.